# Музей імператорських карет
Музей імператорських карет у Відні — це музей, розташований на території палацу Шенбрунн у віденському районі Гітцінг. Тут зберігаються експонати з автопарку австрійської імператорської родини, а також відомих аристократичних домів, зокрема Турна та Таксіса. Музей, який є відділом Музею історії мистецтв, є однією з найважливіших колекцій придворних церемоніальних і службових транспортних засобів.

## Історія колекції

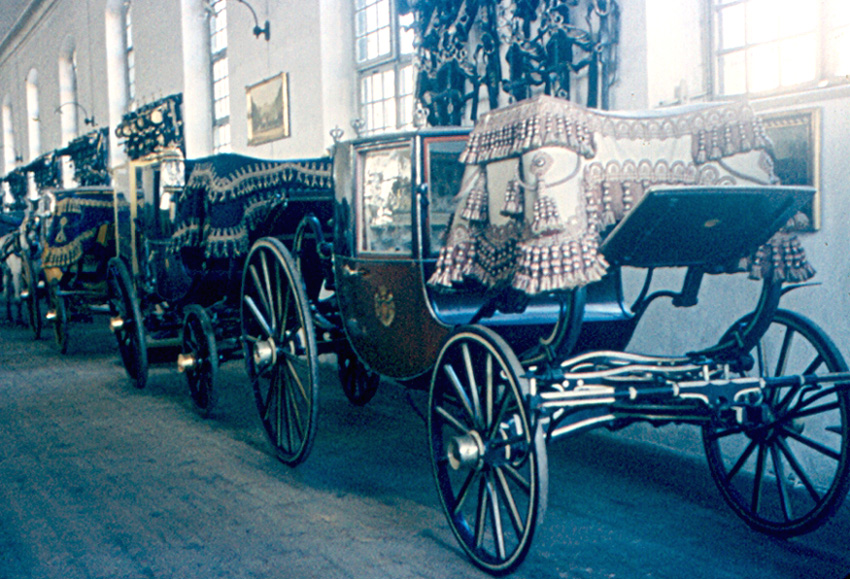
Транспортні засоби у Вагенбурзі (1961)

Наприкінці існування Австро-Угорської монархії Імператорський та Королівський придворний каретний парк, розміщений в Імператорських придворних стайнях (сьогодні Музейний квартал), налічував близько 640 транспортних засобів різних типів. Вони використовувалися для щоденного перевезення кількох сотень людей та численних товарів і предметів, необхідних для двору. За управління транспортними засобами відповідав Обершталмейстер, штат якого налічував близько 500 осіб. До складу Габсбурзьких стаєнь входила також Імператорська стайня.
Користуватися придворними каретами мали право не лише імператор та його родина, а й сановники та слуги, аж до придворних акторів та шляхетних хлопчиків. Відповідно, спектр транспортних засобів був широким — від показних карет бароко до парадних, розважальних та повсякденних автомобілів 19-го та початку 20-го століть до простих транспортних засобів або сучасних автомобілів.
З розпадом Австро-Угорської монархії імперський автопарк втратив свою попередню функцію. Після 1918 року частина автомобілів продовжувала використовуватися урядовцями новоствореної Австрійської Республіки; деякі транспортні засоби довелося передати іншим державам-правонаступницям, інші були продані приватним особам, щоб наповнити спорожнілу державну скарбницю. Більшість автомобілів, однак, потрапили до комерційної транспортної компанії «Bundes-Fuhrwerksbetrieb». У результаті були втрачені численні Вікторії, Мілорди та Купе, які використовувалися членами двору в повсякденному житті й тому були характерною частиною віденського вуличного пейзажу, як і запас комерційних і робочих автомобілів.
Після розпуску Обершталмейстерства у 1922 році залишки придворного автопарку, які вважалися історично значущими й тому вартими збереження, були передані до Музею історії мистецтв (Kunsthistorisches Museum, KHM) разом з деякими прикладами сучасної конструкції карет та відповідними упряжками та лівреями. Спочатку було залучено 90 транспортних засобів, а в наступні роки до них додалося ще кілька. Крім того, були й інші запаси з комори, такі як сідла для верхової їзди, попони для коней тощо (Monturdepot). Також у 1922 році карети, передані музею, змушені були покинути своє традиційне місце у придворних стайнях, оскільки ці приміщення тепер були орендовані компанією Wiener Messe AG, яка протягом десятиліть називала будівлю «Мессепаласт».
Оскільки в районі Гофбурга не було достатньо великих залів, об'єкти перенесли до колишньої Зимової школи верхової їзди в палаці Шенбрунн. У 1947 році Музей карет було відокремлено від Дирекції колекції зброї (сьогодні придворна мисливська та збройова (Хоф'ягд-унд-рюсткамера)) KHM, якій він підпорядковувався з 1922 року, і засновано як самостійну колекцію Музею історії мистецтв з власною дирекцією, науковими співробітниками та реставраторами.
У листопаді 2001 року останній збережений придворний автомобіль, пізній «Kaiserwagen», побудований у 1914 році австрійською компанією Gräf & Stift, повернувся до колекції як постійна позика від колишнього виробника. Імператор Карл I привіз його до Швейцарії потягом, коли покидав республіканську Німецьку Австрію в березні 1919 року; пізніше Gräf & Stift викупила його на аукціоні. У 2007 році Глорія фон Турн унд Таксіс передала музею 17 карет і екіпажів.

## Складові колекції

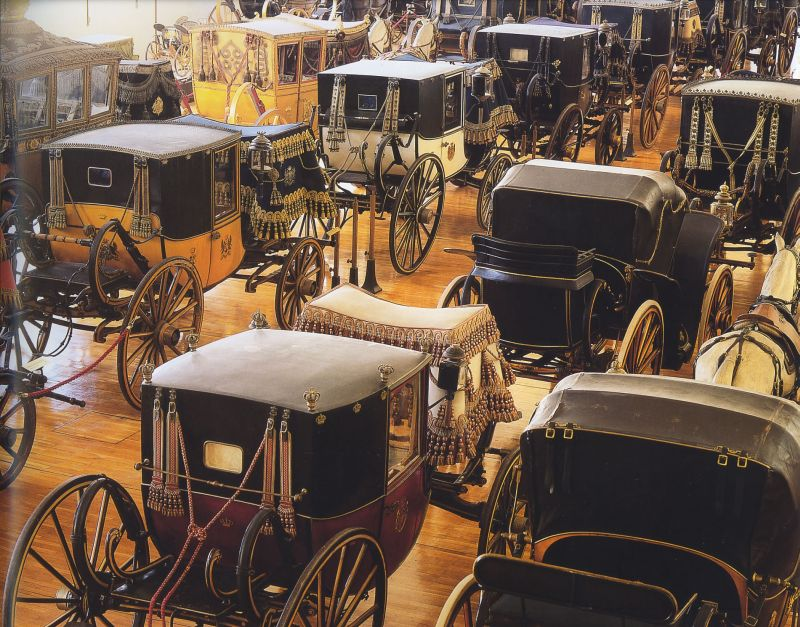
Вагенбург, вид на виставковий зал

У Музеї карет зберігається понад 5 000 експонатів, більшість з яких датуються періодом бароко до кінця Австро-Угорської імперії. Зі 161 карети або екіпажу у Вагенбурзі 101 походить зі стайні віденського двору і 50 — з автопарків австрійських аристократичних будинків. У виставкових залах Музею карет виставлено близько 60 транспортних засобів. Колекція поділяється на такі групи:
- Карети
  - Урочисті карети (імператорські карети, коронаційні карети, парадні карети, карети-каруселі, герцогські карети)
  - Повсякденні карети (міські карети, туристичні карети)
  - Карети для відпочинку (садові карети, карети для самообслуговування, мисливські карети, дитячі карети)
  - Транспортні засоби (кінні екіпажі, господарські екіпажі, пожежні автомобілі)

- Сани

- Паланкіни, крісла для перенесення

- Автомобілі

- Упряж, сідла, накладки на сідла

- Живопис, графіка

## Галерея

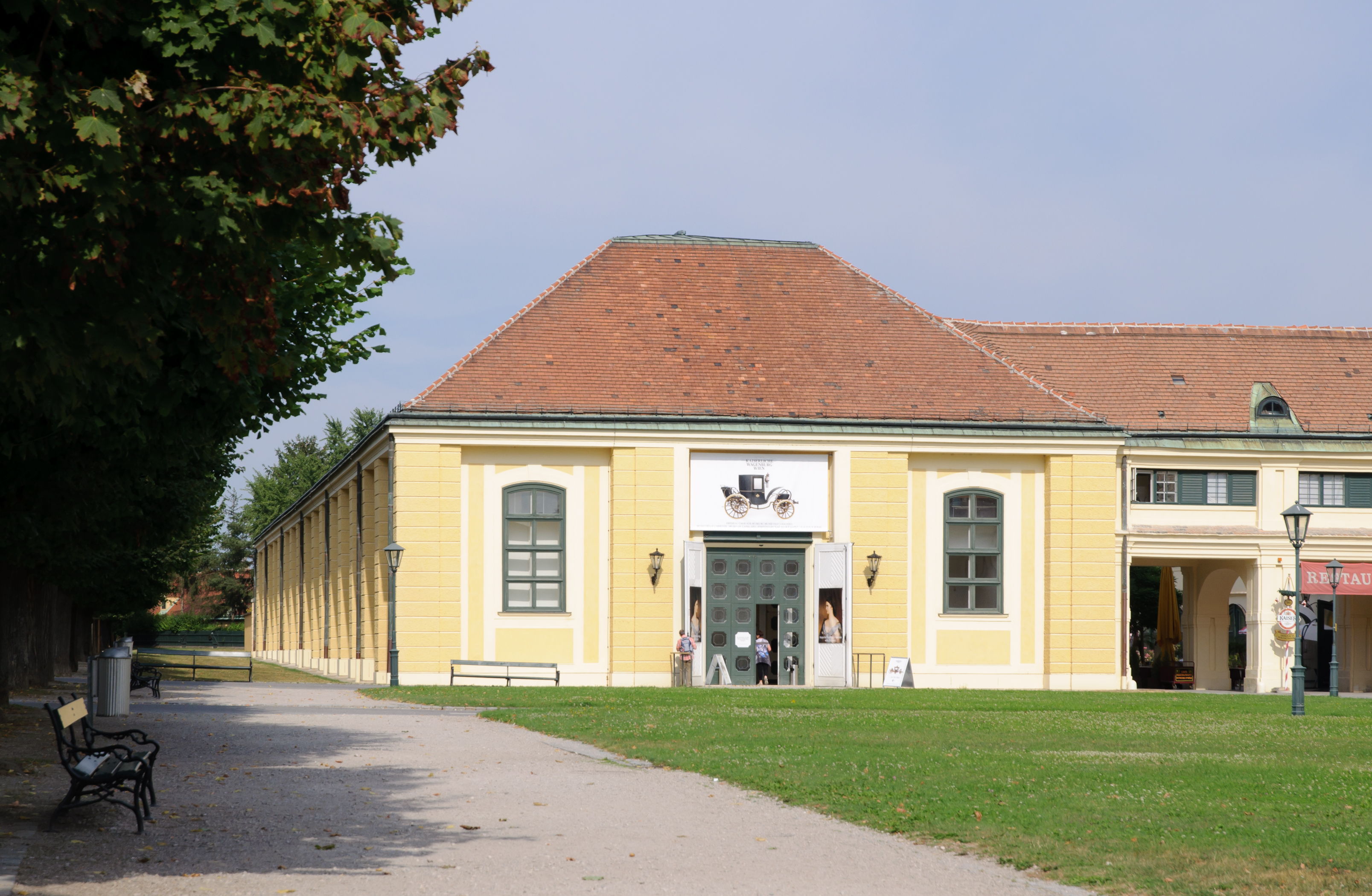
Музей імператорських карет - Шенбрунн - Відень
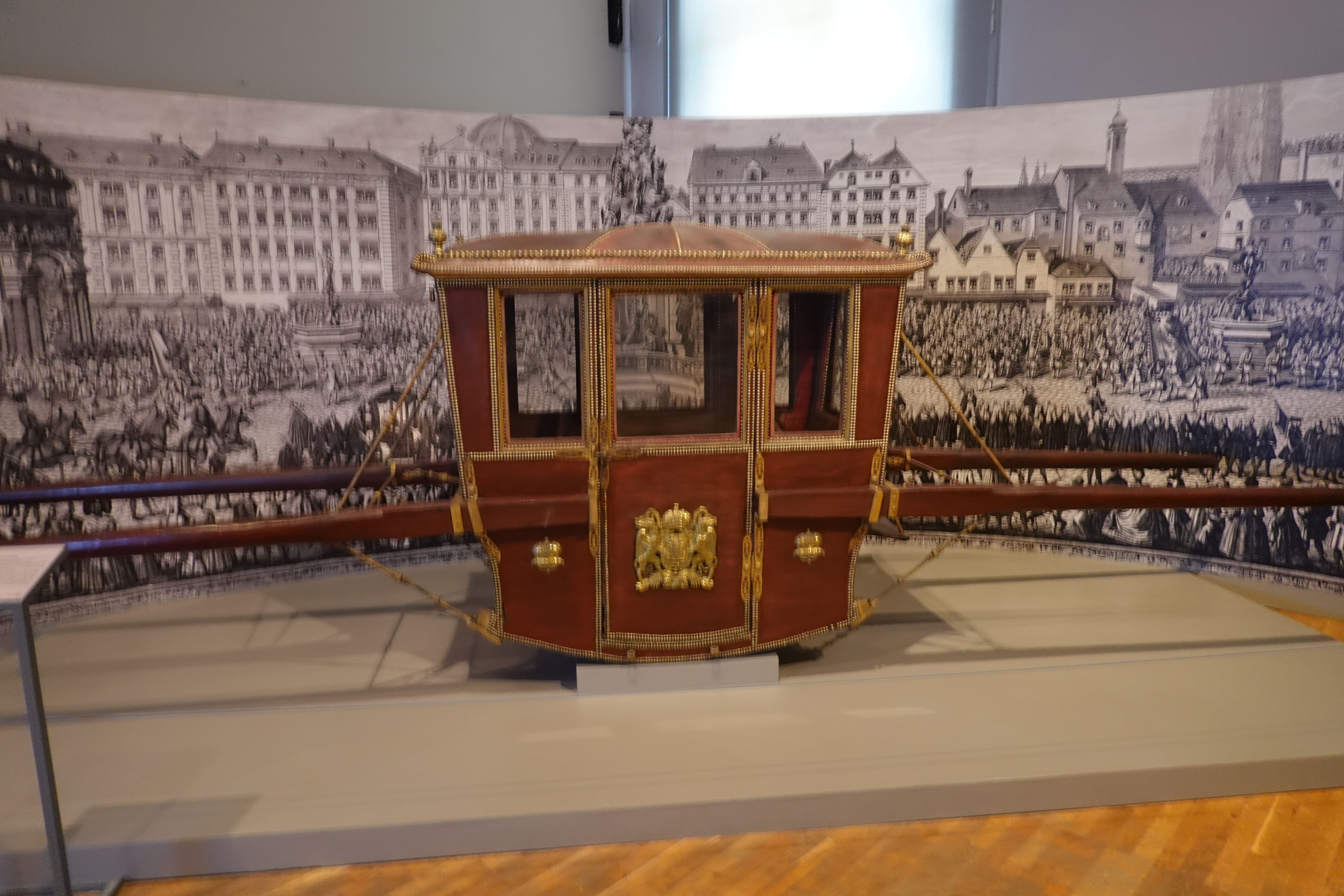
Паланкін
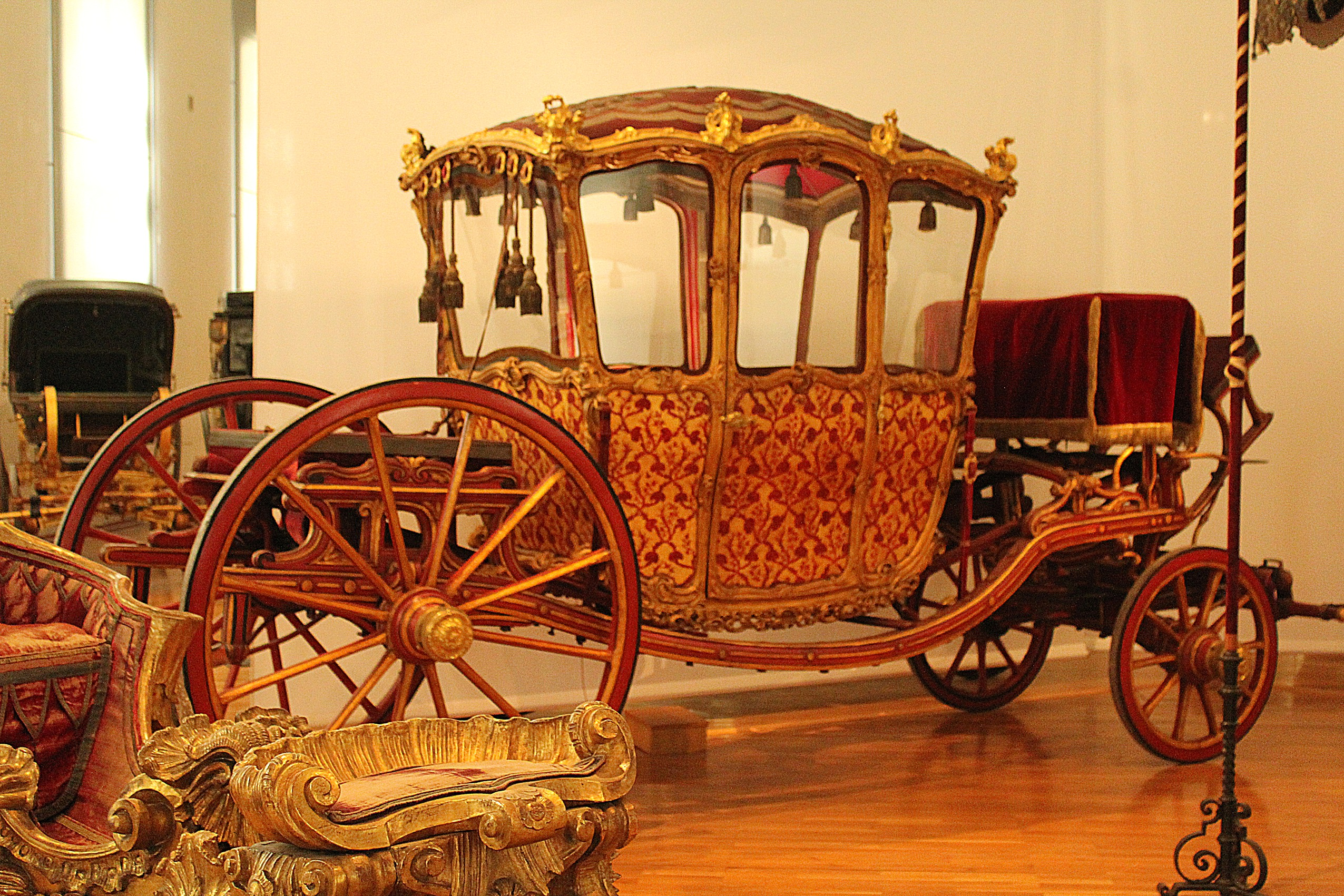
Екіпаж
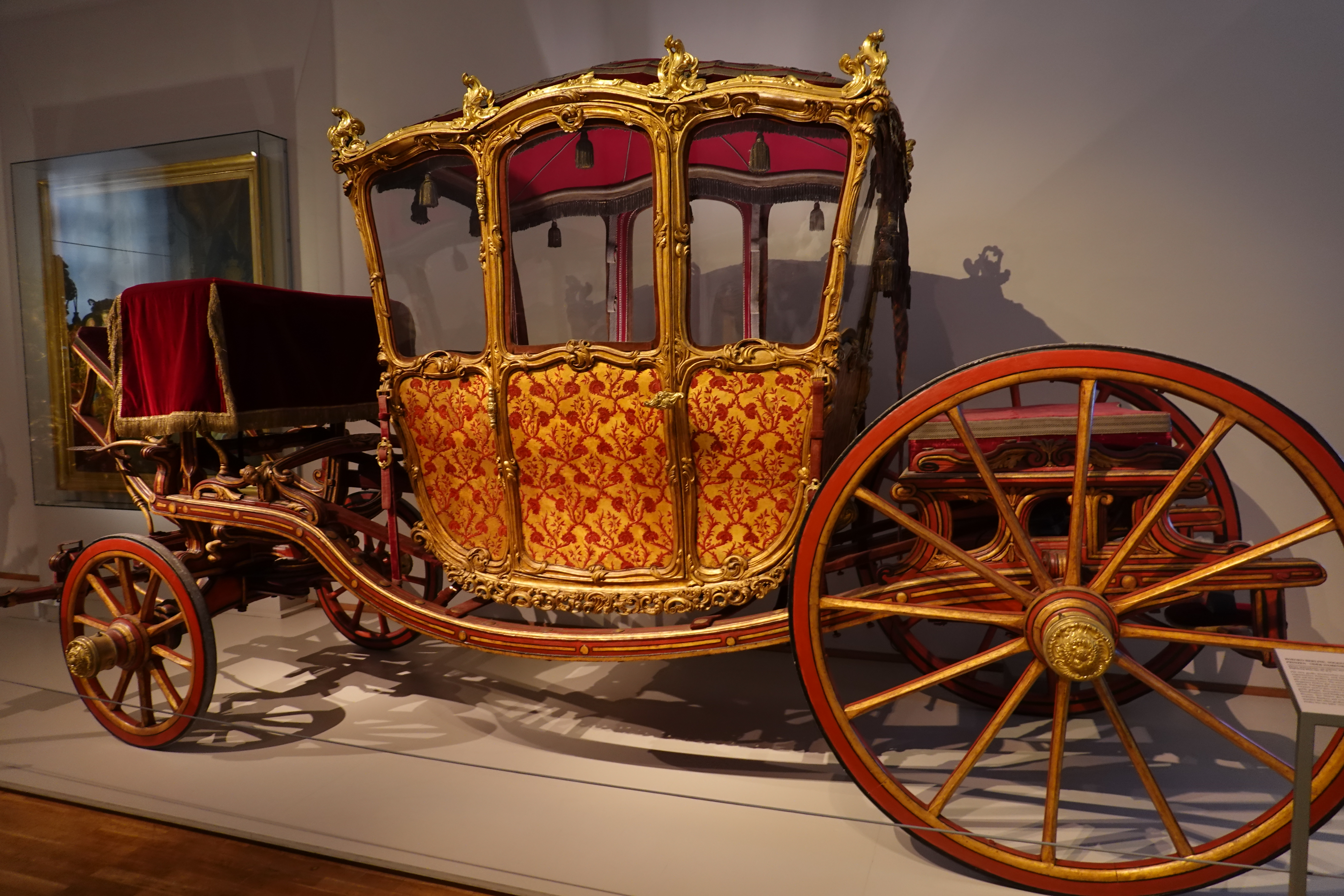
Берлінська карета в стилі рококо, 1750-60 рр.
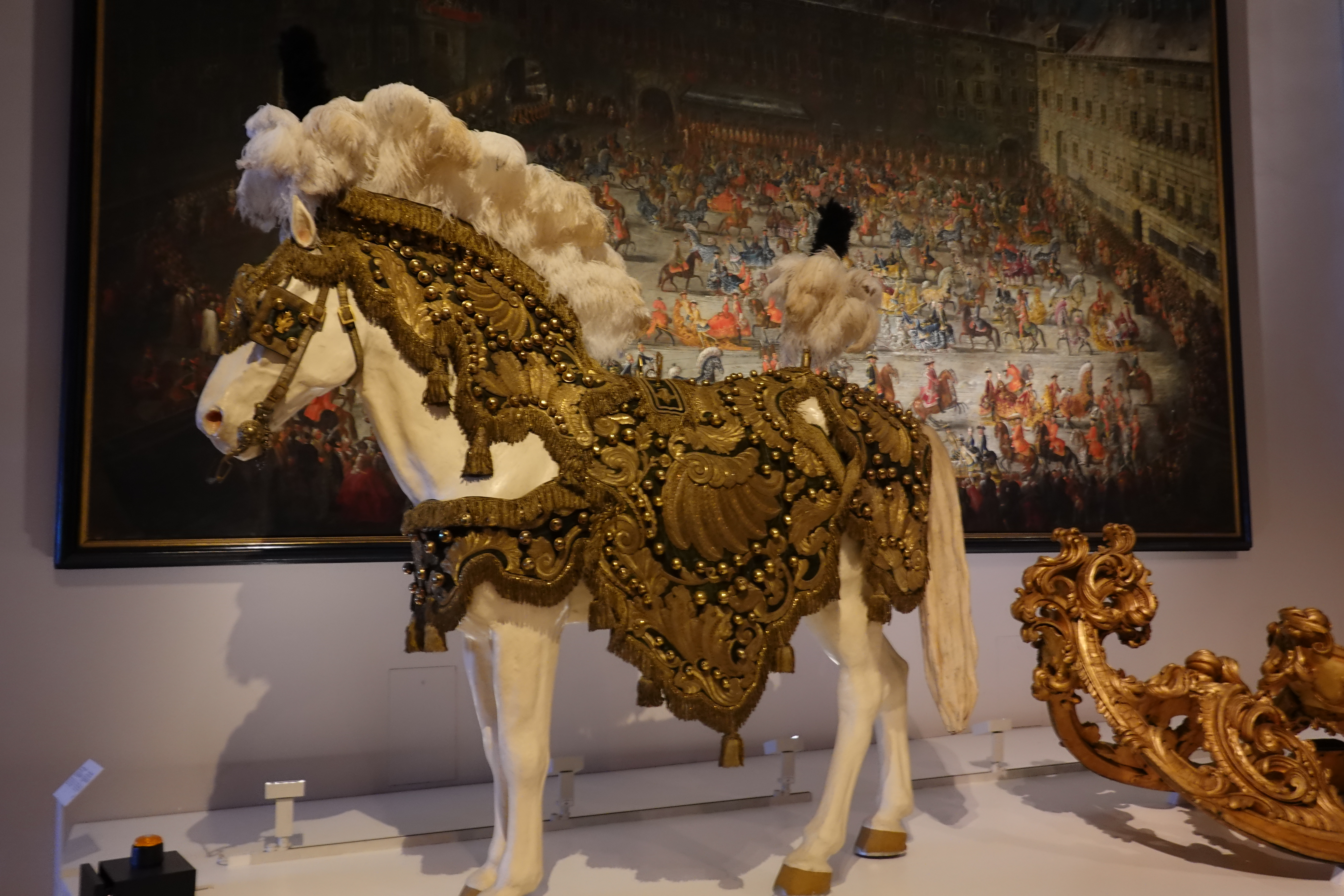
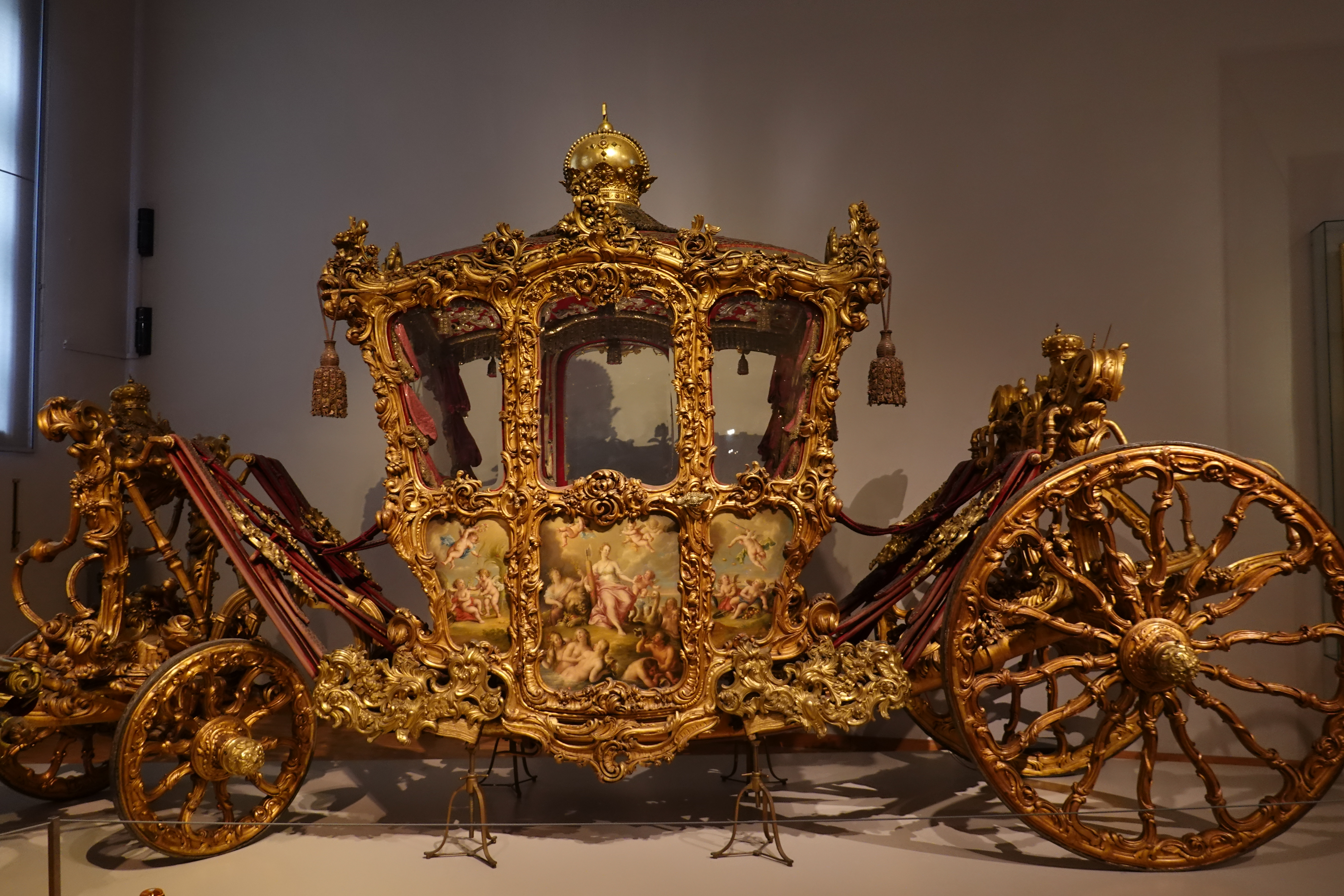
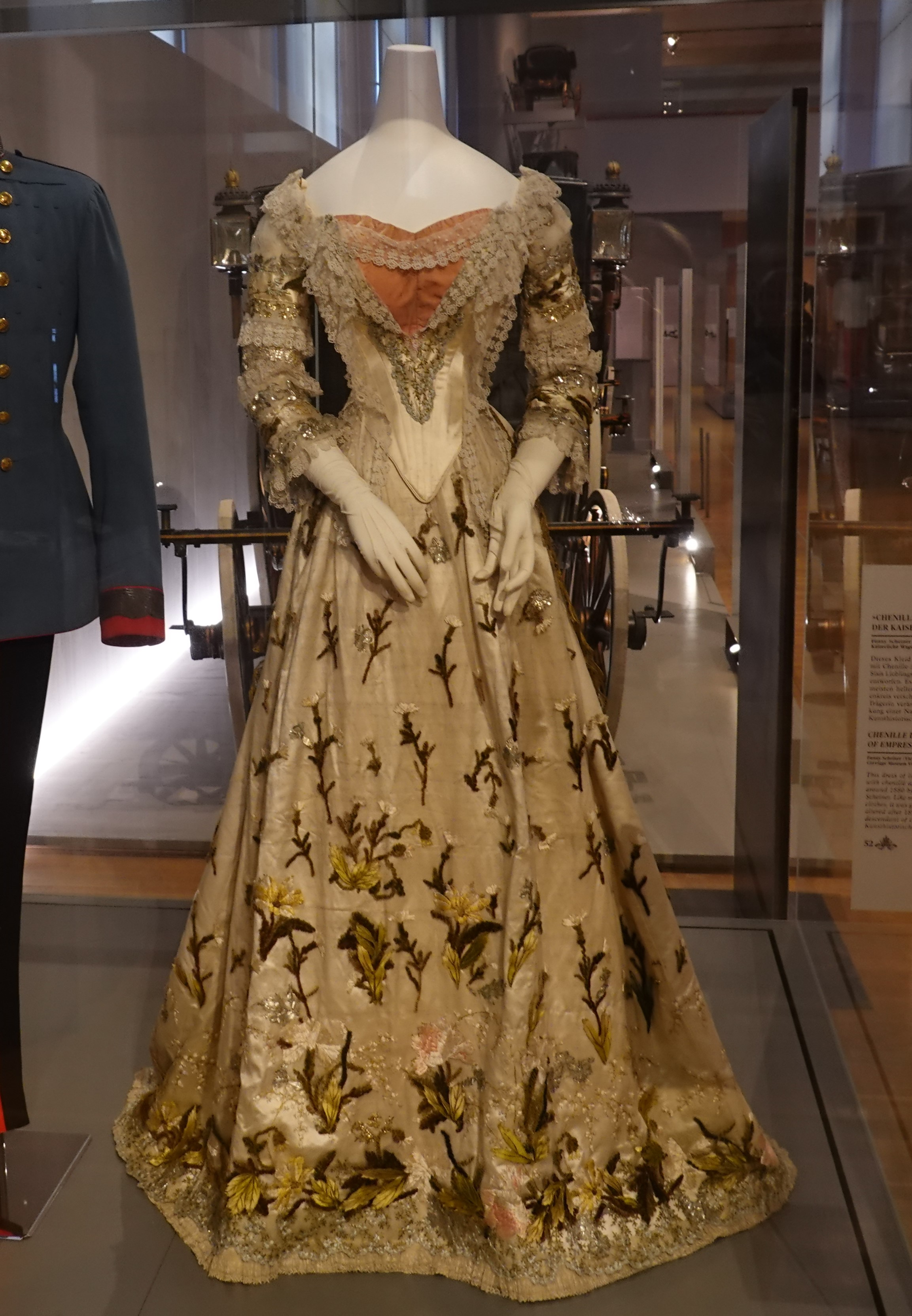
Сукня із синелі імператриці Єлизавети (Сісі) 1880р.
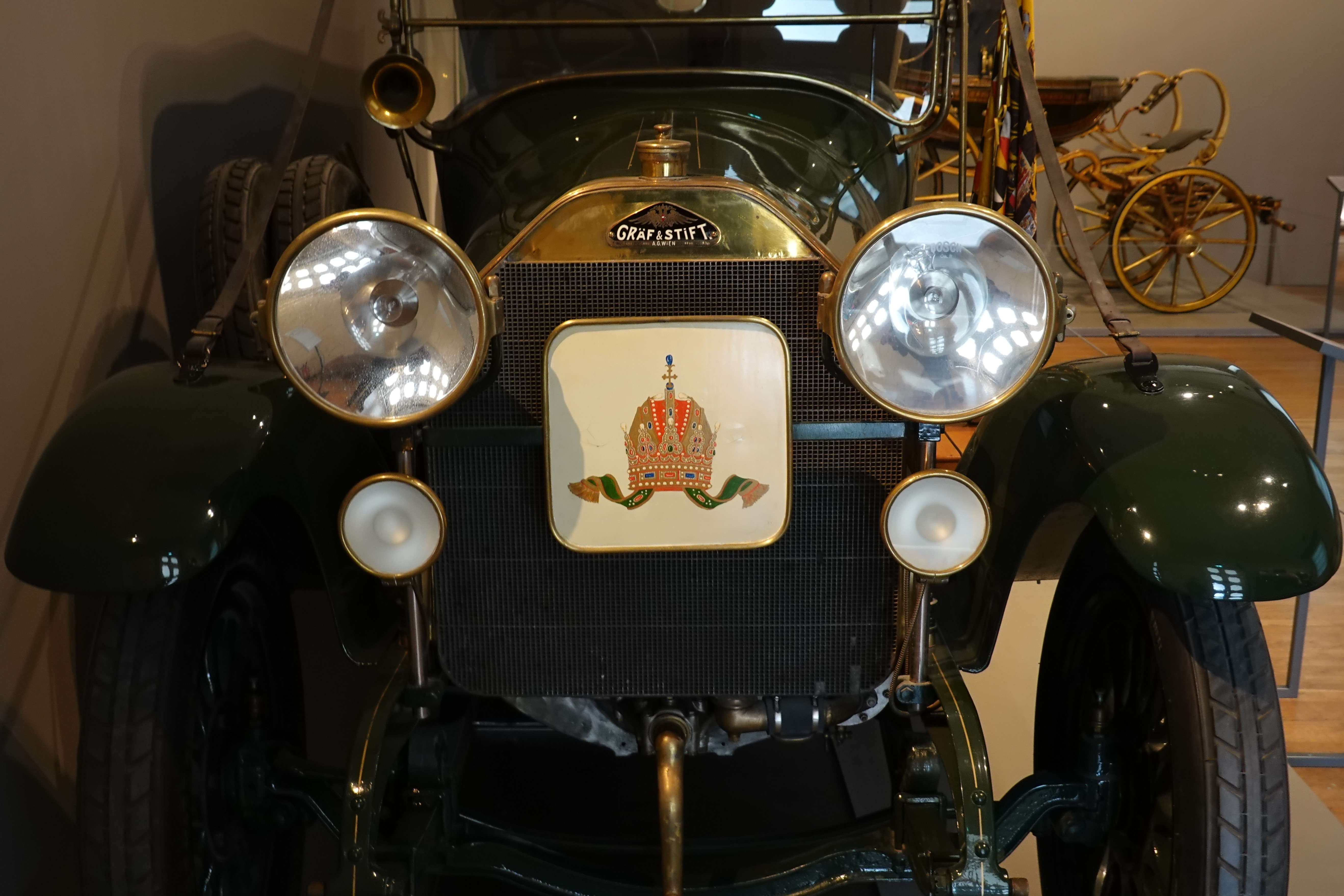
Імператорський автомобіль, 1914 рік

## Вебпосилання
- Вебсайт Віденського імператорського музею карет
- Віденський музей імператорських карет. У: Google Arts & Culture